# یواس‌اس تولار (ای‌کی‌ای-۱۱۲)
یواس‌اس تولار (ای‌کی‌ای-۱۱۲) (به انگلیسی: USS Tulare (AKA-112)) یک کشتی بود که طول آن ۵۶۴ فوت (۱۷۲ متر) بود. این کشتی در سال ۱۹۵۳ ساخته شد.